# Трновље при Цељу
Трновље при Цељу (словен. Trnovlje pri Celju) је насељено место у општини Цеље, Савињска регија, Словенија.

## Историја
До територијалне реорганизације у Словенији било је у саставу старе општине Цеље.

## Становништво
У попису становништва из 2011. године, Трновље при Цељу је имало 1.234 становника.
| Број становника према пописима | Број становника према пописима | Број становника према пописима |
| ------------------------------ | ------------------------------ | ------------------------------ |
| 1991                           | 2002                           | 2011                           |
| 1.171                          | 1.109                          | 1.234                          |

Напомена: До 1953. исказивано под именом Трновље. Године 1994. увећан за део насеља Буковжлак.